# Benedetta (film)
Benedetta je belgicko-nizozemsko-francouzské životopisné drama z roku 2021 režiséra a scenáristy Paula Verhoevena. Na scénáři se podíleli Verhoeven a David Birke. Jedná se o adaptaci knihy Immodest Acts: The Life of a Lesbian Nun in Renaissance Italy (Necudné činy: Život lesbické jeptišky v renesanční Itálii) od historičky Judith C. Brownové, která vypráví autentický životní příběh Benedetty Carliniové (1590–1661), italské katolické jeptišky a mystičky z toskánského kláštera theatinek v Pescii ze 17. století. Titulní roli ztvárnila Virginie Efira.

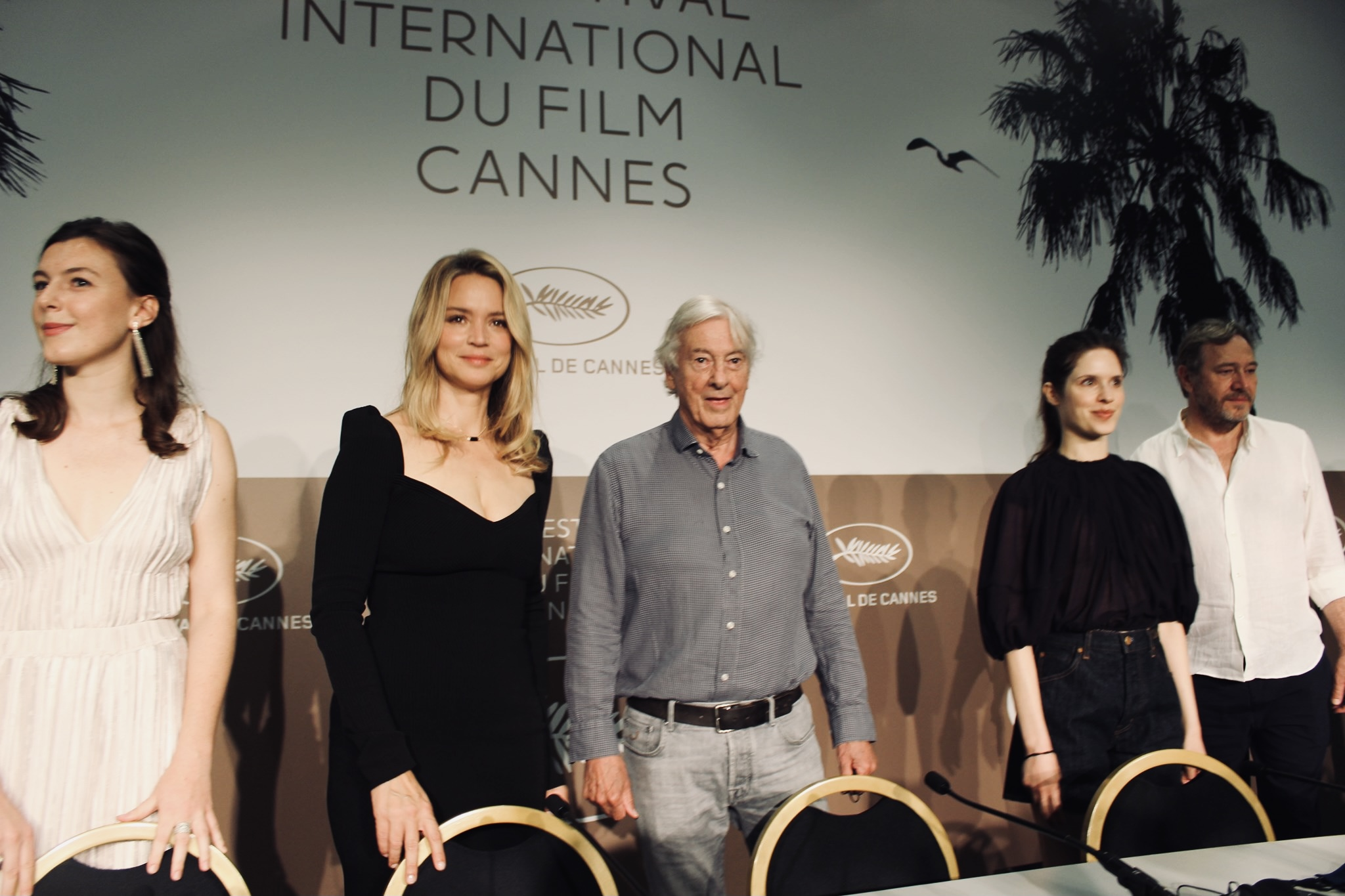
Režisér Paul Verhoeven a herci filmu na festivalu v Cannes v roce 2021

Film byl uveden v soutěžní sekci na filmovém festivalu v Cannes 2021. Ve Francii byl v kinech uveden od 9. července 2021. Na 55. filmovém festivalu v Karlových Varech měl nesoutěžní premiéru 26. srpna 2021 a v českých kinech měl premiéru 2. prosince 2021.

## Synopse

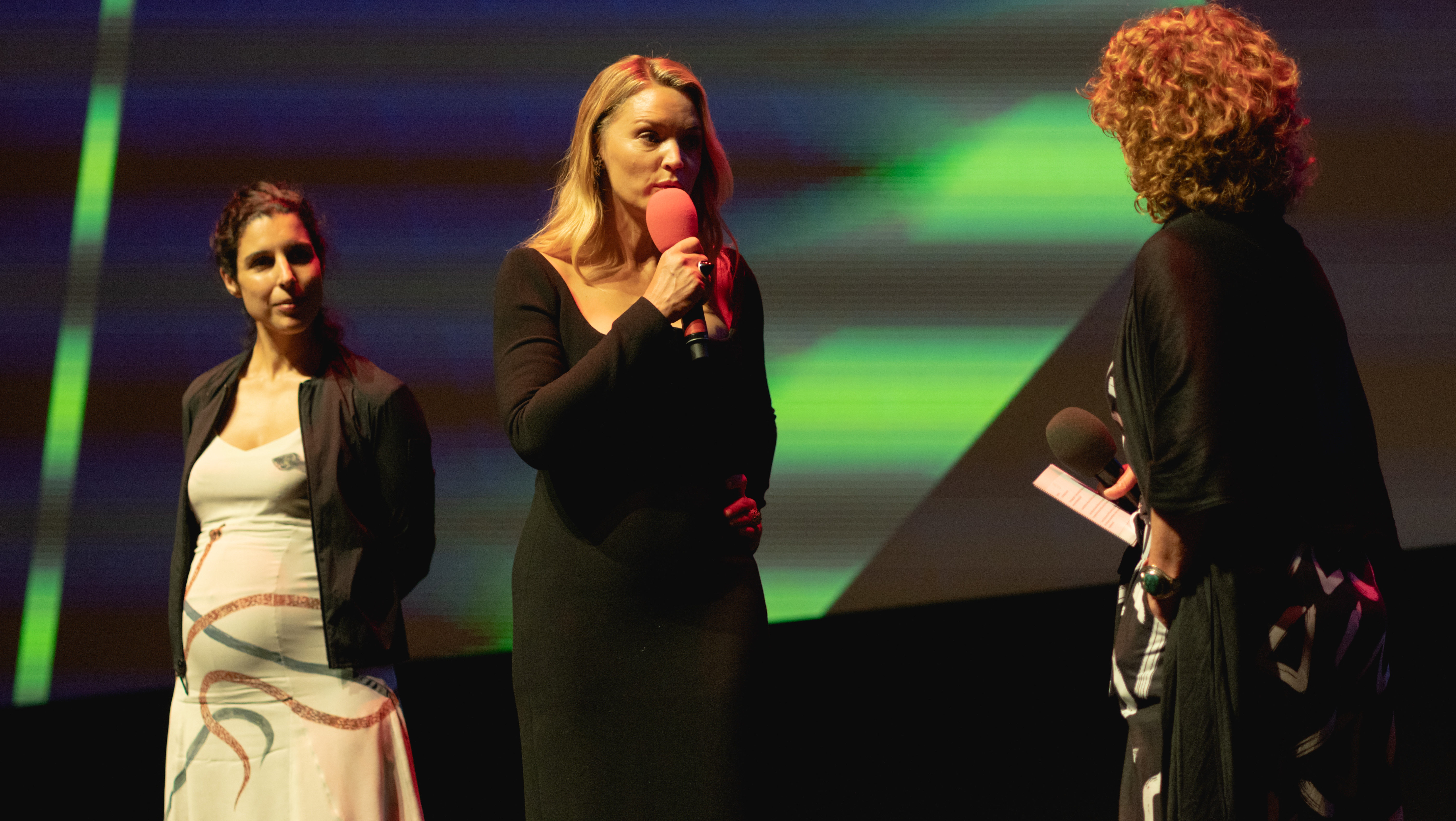
Uvedení filmu na BFI film festivalu

Benedetta Carlini byla v 17. století italskou jeptiškou a abatyší kláštera theatinek v Pescii v Toskánsku. Od dětství byla vychovávána v klášteře. Byla považována za mystičku, později uctívána měšťany a svým náboženským okolím za to, že zachránila město před morovou epidemií. Její věhlas představeným pomohl k povýšení města na diecézní obvod. Její podvody s Kristovými stigmaty na rukou, křivopřísežnictví a nemorální život (ke kterému ji svedla sestra Bartolomea), vedly k vyšetřování, po němž nakonec byla zatčena a odsouzena za sapfismus ke smrti upálením na hranici. Dobrovolnou smrt na hranici si zvolila také matka Felicita, která její poklesky špehovala a udala ji papežskému nunciovi.

## Obsazení
| Virginie Efira     | Benedetta Carlini                 |
| Charlotte Rampling | matka Felicita                    |
| Daphné Patakia     | Bartolomea                        |
| Lambert Wilson     | nuncius                           |
| Olivier Rabourdin  | Alfonso Cecchi                    |
| Louise Chevillotte | sestra Christina                  |
| Elena Plonka       | Benedetta v dětství               |
| Héloïse Bresc      | Christina v dětství               |
| Clotilde Courau    | Midea Carlini, Benedettina matka  |
| David Clavel       | Giuliano Carlini, Benedettin otec |
| Hervé Pierre       | Paolo Ricordati                   |
| Guilaine Londez    | sestra Jacopa                     |
| Lauriane Riquet    | sestra Roasanna                   |
| Jonathan Couzinié  | Ježíš Kristus                     |
| Nicolas Gaspar     | kapitán žoldnéřů                  |

## Recenze
Film získal u českých filmových kritiků nadprůměrná hodnocení:
- František Fuka, FFFilm, 23. listopadu 2021, [4]
- Martin Mažári, TotalFilm, 1. prosince 2021, [5]
- Věra Míšková, Právo, 2. prosince 2021, [6]
- Marek Čech, AV Mania, 4. prosince 2021, [7]
- Mirka Spáčilová, IDNES.cz, 7. prosince 2021, [8]
- Jakub Peloušek, EuroZprávy, 12. prosince 2021, [9]

Pavel Sladký v recenzi pro Aktuálně.cz napsal, že režisér Verhoeven obstál „nejen jako provokatér, ale také jako autor s komplexní vizí“. Kamil Fila ve své recenzi pro stejné periodikum doplnil, že ve filmu „v podstatě neexistuje zlo ani dobro, a tím je film velmi napínavý“. Jindřiška Bláhová v recenzi pro Respekt chválí režiséra za propracovanost a záměrnou nejednoznačnost děje, čímž neustále udržuje diváka v napětí.